# Olaf Plotke
Olaf Plotke (* 1974 in Dortmund) ist ein deutscher Sachbuchautor, Journalist und Politiker (Grüne, vormals SPD).

## Leben
Plotke wuchs in Kamen auf, wo er als freier Mitarbeiter für die Wochenzeitung Stadtspiegel tätig war. Später arbeitete er als Redakteur und Redaktionsleiter für Regionalzeitungen in Kleve, Moers und Schwelm.
Seit 2009 ist er Chefredakteur des Gourmand Magazine, das von Edouard Cointreau herausgegeben wird und über die internationale Wein- und Kochbuchszene berichtet.
Im Jahr 2006 veröffentlichte er gemeinsam mit dem Koch und Konditor Kai Weidner das Buch „Kulinarischer Dialog“.
Mit seinem zweiten Buch „Teller-Gerichte oder Gastrosophie mit dem Hammer“ (gemeinsam mit Torben Klausa) gewann er im Jahr 2007 den Gourmand World Cookbook Award als „Second Best Food Literature Book in the World“.
Sein Buch „Klassische und moderne Rezepte aus Schweden“ (gemeinsam mit Kathrin Plotke und Evert Kornmayer) wurde bei den Gourmand World Cookbook Awards 2010 als „Best Scandinavian Cuisine Book in Germany“ ausgezeichnet.
Olaf Plotke lebt in Uedem.

## Politische Tätigkeiten
2023 wurde Plotke zum Co-Sprecher der Grünen im Kreis Kleve gewählt. Er ist ebenfalls Mitglied der Kreistagsfraktion seiner Partei. Im September 2024 wurde Olaf Plotke für die Grünen im Kreis Kleve zum Direktkandidaten für die Bundestagswahl 2025 gewählt. Mit 9,1 % der Erststimmen verpasste er den Einzug deutlich.

## Werke
- Paris Cookbook Fair - Chefs Charity Cookbook: To help the victims of the earthquake in New Zealand (als Herausgeber). 2012. ISBN 978-3-942051-32-3
- Klassische und moderne Rezepte aus Schweden. Gemeinsam mit Kathrin Plotke und Evert Kornmayer. 2010. ISBN 978-3-938173-71-8
- Die Pilgerküche auf dem Jakobsweg. Gemeinsam mit Christoph Kornmayer, Evert Kornmayer, Heiko Vanselow. 2009. ISBN 978-3-938173-54-1
- Uedemer Kochbuch. Gemeinsam mit Kathrin Plotke. 2009. ISBN 978-3-938173-82-4
- Elephant Hill. Gemeinsam mit Evert Kornmayer. 2008. ISBN 978-3-938173-58-9
- Teller-Gerichte oder Gastrosophie mit dem Hammer. Gemeinsam mit Torben Klausa. 2007. ISBN 978-3-938173-39-8
- Kulinarischer Dialog. Gemeinsam mit Kai Weidner. 2006. ISBN 978-3-938173-22-0